# Signa Holding
Signa Holding GmbH (semplicemente SIGNA) è una società immobiliare e commerciale austriaca di proprietà di René Benko (diventato miliardario),  fondata nel 2000 a Innsbruck e fallita nel 2023. 
Nata con il nome Immofina, nel 2006 è stata ribattezzata Signa. Da una società composta da due persone, inizialmente focalizzata sullo sviluppo immobiliare classico, è diventata una società immobiliare e commerciale paneuropea con sedi in Austria, Germania, Svizzera, Italia, Belgio, Repubblica Ceca e Lussemburgo. La storia dell'azienda è segnata da numerose acquisizioni, tra cui le società di grandi magazzini Karstadt (aprile 2013) e Galeria Kaufhof (2018). Il gruppo era diviso in due aree di core business: Signa Real Estate (immobiliare) e Signa Retail (commercio). In totale, la holding era composta da oltre mille singole società con obblighi finanziari talvolta reciproci e difficili da comprendere. Nel 2023 il gruppo ha incontrato difficoltà di liquidità. Alla fine di novembre 2023 ha dichiarato fallimento presso il tribunale di Vienna.

## Storia
La SIGNA Holding è stata fondata nel 2000 ed è nata dalla precedente società Immofinna di René Benko. Agli inizi modesti l'azienda si concentrò sulla ristrutturazione dei loft. Nel 2001 Karl Kovarik si unì all'azienda e fu aperto il primo ufficio a Vienna. Nel 2004 è iniziata la costruzione del centro commerciale Kaufhaus Tyrol. Negli anni successivi furono aperti uffici a Monaco, Zurigo e Lussemburgo. In questo periodo furono aggiunti al portafoglio anche grandi immobili, come la Borsa di Francoforte.

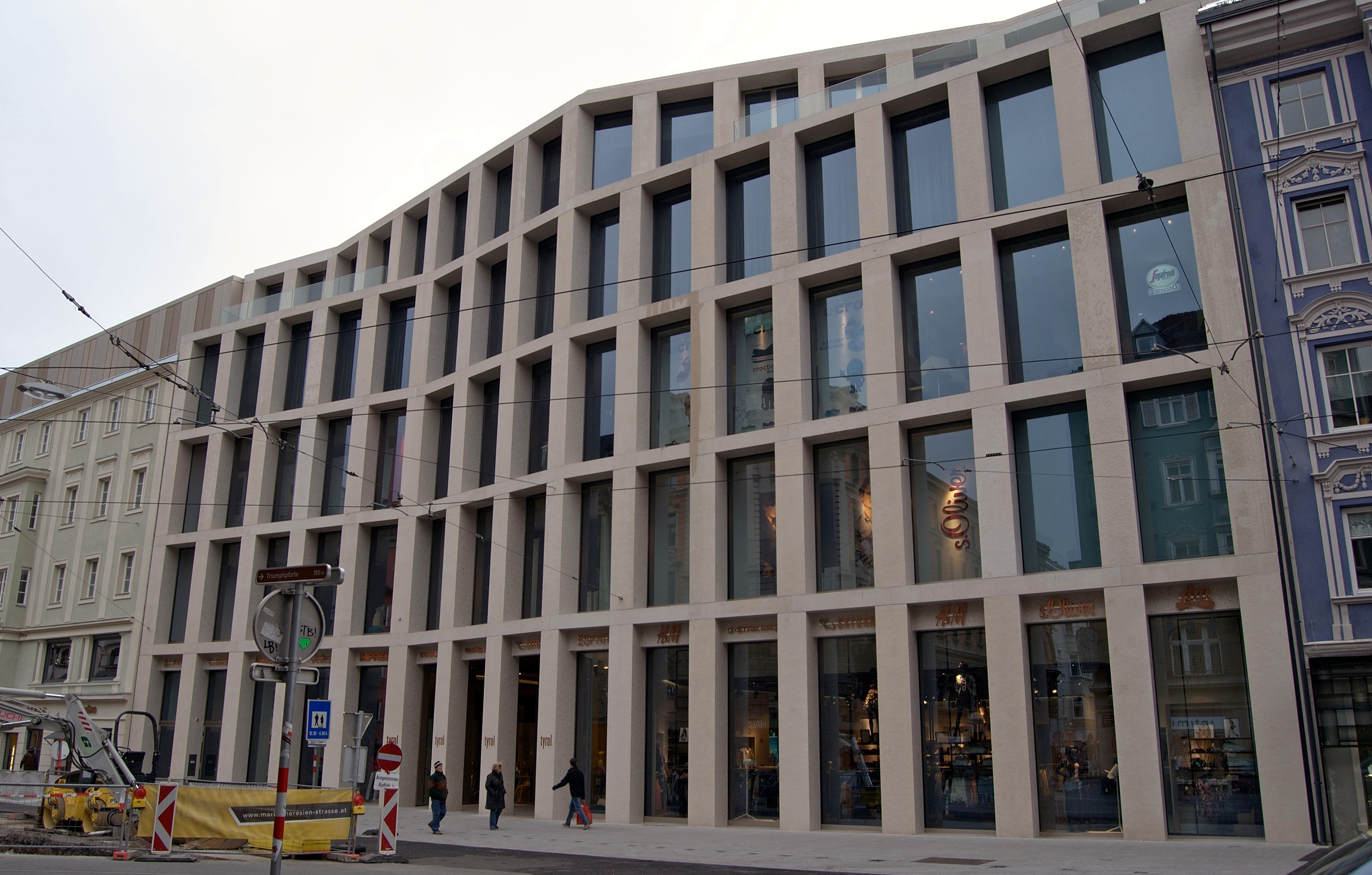
Il centro commerciale Tyrol, Innsbruck (2010)

### I grandi magazzini Karstadt (2012)
Alla fine di dicembre 2012 un portafoglio di 17 grandi magazzini Karstadt, tra cui il Kaufhaus des Westens (KaDeWe) a Berlino, è stato acquisito da Signa Prime Selection AG per un importo di oltre 1,1 miliardi di euro. L'operazione è stata di gran lunga il più grande investimento immobiliare commerciale in Germania nel 2012. Il 16 settembre 2013 è stato reso noto che Signa, insieme al gruppo BSG, aveva rilevato il 75,1% delle attività operative di Karstadt-Premium-GmbH e il 75,1% dell'attività operativa della Karstadt-Sports-GmbH dalla Berggruen Holding dell'imprenditore tedesco-americano Nicolas Berggruen per 300 milioni di euro. Questa somma doveva essere spesa per il rafforzamento del gruppo Karstadt e l'ammodernamento dei singoli negozi con l'obiettivo di garantire la competitività a lungo termine di Karstadt. Nel novembre 2013 Signa ha ceduto la metà delle sue azioni, ovvero il 37,55%, della Karstadt Premium e dei negozi di articoli sportivi all'imprenditore israeliano Beny Steinmetz. Karstadt Premium gestisce i tre grandi magazzini di lusso Kaufhaus des Westens a Berlino, Alsterhaus ad Amburgo e Oberpollinger a Monaco. Con i suoi 28 negozi di articoli sportivi Karstadt Sports è uno dei principali rivenditori tedeschi di articoli sportivi. Il 15 agosto 2014 SIGNA Holding ha acquisito il 100% delle azioni di Karstadt Warenhaus GmbH e le restanti azioni di Karstadt Premium GmbH e Karstadt Sports GmbH. L'accordo ha segnato il ritiro definitivo della Berggruen Holdings dalle attività del Gruppo Karstadt e dalla proprietà dei singoli immobili Karstadt.
Nell'anno finanziario 2015/16 il gruppo Karstadt è riuscito a realizzare il primo utile da anni. L'anno successivo l'utile superò la soglia del milione di euro. 

#### Fusione tra Karstadt e Galeria Kaufhof
Dopo l'acquisizione di Karstadt, Signa aveva ripetutamente espresso interesse per la Galeria Kaufhof per formare insieme a Karstadt una "Deutsche Warenhaus AG" (titolo provvisorio). La proprietaria della Galeria Kaufhof, la Hudson Bay Company (HBC), che aveva avuto poca fortuna con l'investimento acquisito solo nel 2015, ha accettato nel luglio 2018 l'acquisizione della maggioranza della Galeria Kaufhof da parte di Signa.
I progetti di fusione di Galeria Kaufhof e Karstadt sono stati pubblicati nel settembre 2018. La fusione dei due ex concorrenti è avvenuta sotto forma di una joint venture sotto l'egida di Signa Retail, nella quale Signa ha ottenuto una maggioranza risicata del 50,01%.  Il nuovo gruppo di grandi magazzini, composto da 34 000 dipendenti, quasi 200 grandi magazzini e 5,4 miliardi di euro di fatturato, è diventato il secondo gruppo di grandi magazzini in Europa dopo El Corte Inglés.  Nel novembre 2018 il Cartel Office ha approvato la fusione di Karstadt e Kaufhof sotto la direzione del gruppo Signa. Il 10 giugno 2019, HBC ha annunciato che avrebbe venduto la sua quota nella joint venture per 1,5 miliardi di dollari a Signa Holding, che ne è diventata così l'unico proprietario. La transazione è stata completata nell'autunno 2019.
La situazione commerciale del nuovo gruppo di grandi magazzini era insoddisfacente. Il 1º aprile 2020 la società ha presentato istanza al tribunale per un procedimento di scudo protettivo. I creditori si sono dichiarati disposti a rinunciare a 2 miliardi di euro. La società ha ricevuto un prestito subordinato di 460 milioni di euro dal Fondo di stabilizzazione economica. La procedura concorsuale si è poi chiusa il 30 settembre 2020. Come risultato di questo sviluppo, il numero dei grandi magazzini è sceso a 130 e il numero dei dipendenti a 16 000. Nel gennaio 2022 la Galeria Karstadt Kaufhof ha ricevuto dallo stesso fondo un secondo prestito subordinato di 250 milioni di euro. In data 31 ottobre 2022 la società ha presentato ulteriore istanza di procedimento di scudo protettivo. È stato elaborato un piano di ristrutturazione che prevede la chiusura di altri 42 grandi magazzini e che costerà il posto di lavoro a 4 000-5 000 dipendenti. I creditori erano disposti a rinunciare a oltre 1,3 miliardi di euro.  La seconda procedura concorsuale si è conclusa il 1º giugno 2023.

### Espansione dal 2015

#### Eataly Germania
In Germania, la joint venture tra Eataly e Signa Retail, fondata nell'ottobre 2015, ha aperto il 25 novembre 2015 nella Schrannenhalle di Monaco direttamente sul Viktualienmarkt un punto vendita Eataly con una superficie di 4600 m². Nel novembre 2023 il Gruppo Signa ha restituito a Eataly la propria quota nella joint venture. L’azienda tedesca è ora interamente controllata da Eataly. Non è noto se il gruppo Signa abbia ricevuto denaro per la sua quota del 45%.

#### Outfitter
Nell'aprile 2016 Signa Retail ha acquisito una quota di maggioranza di Outfitter, uno dei principali fornitori multicanale sportivi. Nell'ambito di questo investimento, Signa Retail ha acquisito il 60% di Outfitter, il restante 40% è rimasto a Ron Berger.  Il fondatore ed ex azionista unico ha continuato quindi a gestire l'azienda insieme al suo amministratore delegato Maximilian Albert. All'inizio di ottobre 2023 la Primus-Versand Karlsruhe GmbH ha rilevato le azioni della società.

#### Dress-for-less
Nell'agosto 2016 Signa ha rilevato il 100% dell'outlet online di moda griffata dress-for-less, un'azienda fondata nel 1999 con una presenza in tredici paesi, principalmente in Germania, Austria, Svizzera e Paesi Bassi. Nel 2011 lo shopping club spagnolo Privalia ha acquisito l'azienda tedesca. Nel novembre 2015 Privalia si ritira e il management, guidato dall'amministratore delegato Antonio Gonzalo, rileva l'azienda. Nel frattempo, Mirco Schultis – fondatore di dress-for-less nel 1998 – è tornato nel ruolo di amministratore delegato. Sandra Rehm dirige l'azienda da luglio 2017. L'azienda impiega circa 260 persone nella sua sede centrale a Kelsterbach, in Assia. La spedizione della merce avviene in oltre 60 paesi.

#### Internet Store
All'inizio di novembre 2016 Signa Retail ha acquisito una quota dell'87% nell'Internet Store, società specializzata nella vendita per corrispondenza di prodotti per biciclette e outdoor. L'intero management è rimasto in azienda: nell'ottobre 2016 Markus Winter ha assunto la carica di CEO. Dal 2017 Internet Store è attivo con negozi online in 14 paesi europei. Del portafoglio outdoor fanno parte il rivenditore online tedesco Campz e la società internet svedese Addnature. Nel segmento delle biciclette i negozi Internet con Fahrrad.de e Brügelmann sono attivi principalmente in Germania, con ciclisti in tutta Europa.

#### Tennis Point
Alla fine del 2016 Signa ha acquisito una quota di maggioranza del 78% nel rivenditore multicanale Tennis-Point nel settore della vendita al dettaglio di articoli sportivi. I fondatori dell'azienda, Christian Miele e Thomas Welle, continuano a gestire l'azienda e detengono il 22% delle azioni.  Con la sua gamma di oltre 12 000 articoli da tennis e da corsa provenienti da più di 100 diversi marchi sportivi, private label e marchi esclusivi, Tennis-Point dispone di un'ampia gamma di prodotti che vengono distribuiti nei 19 negozi online e nelle 12 filiali in varie località in Germania, Austria, Svizzera.

#### Grandi operazioni immobiliari
All'inizio di gennaio 2017 Signa Real Estate ha annunciato l'acquisizione del noto promotore immobiliare viennese BAI Bauträger Austria Immobilien GmbH. Nell'ambito del gruppo BAI sono state acquisite e proseguite dai nuovi proprietari anche le società di servizi proprie per lo sviluppo di progetti e sviluppo immobiliare (BAI), broker (BAReal) e gestione immobiliare (Donath). L’obiettivo dichiarato dalla BAI sotto la nuova proprietà è quello di diventare un “promotore immobiliare indipendente per alloggi a prezzi accessibili a Vienna”. Due progetti di edilizia residenziale sono andati alla Invester United Benefits GmbH, che aveva sostenuto Signa nell'acquisizione. Nel mese di novembre Signa Prime Selection ha acquisito dalla statunitense RFR Holding (Aby Rosen e Michael Fuchs) un portafoglio composto da cinque immobili: l'Upper West a Berlino, il Kaufmannshaus e l'Alsterarkaden ad Amburgo, il progetto di sviluppo UpperZeil a Francoforte sul Meno e (con la partecipazione al 50% di RFR) al progetto Karstadt presso la stazione ferroviaria di Monaco. Il restante 50% era già di proprietà di Signa Prime. Il volume della transazione è stato di circa 1,5 miliardi di euro ed è stata la più grande operazione immobiliare in Germania nel 2017.

### Anni record 2019/20
Signa Holding ha registrato un utile di 1,1 miliardi di euro per l’anno finanziario 2019. Rivalutando le proprietà dei grandi magazzini, la società, che rendiconta secondo gli standard IFRS, ha raddoppiato il suo utile netto. Secondo Signa il patrimonio complessivo dell'azienda è aumentato di circa la metà arrivando a 15 miliardi di euro. [25] [26] L'utile dell'anno successivo 2020 è stato di 800 milioni di euro, solo leggermente inferiore a quello dell'anno precedente nonostante la pandemia COVID. [27]

### Problemi di liquidità nel 2023
L'aumento dei tassi di riferimento da parte delle banche centrali (variazione dei tassi di interesse) da settembre 2022 ha portato ad un aumento dei tassi di interesse sul mercato dei capitali. Il gruppo Signa, fortemente indebitato a causa della sua espansione negli ultimi anni, ha dovuto far fronte a un notevole aumento delle spese per interessi. Inoltre sono stati apportati adeguamenti di valore agli immobili secondo gli standard IFRS e gli attivi sono stati valutati ai prezzi correnti di mercato. Insieme all’aumento dei costi di costruzione, questo sviluppo ha portato ai problemi di liquidità che sono diventati pubblici a partire dal 2023. Per finanziare i progetti di costruzione in corso e garantire il funzionamento dei cantieri, secondo una ricerca di Manager Magazine, l'azienda necessita di una somma di circa 400 milioni di euro.
Il sostegno finanziario precedentemente promesso alla filiale Signa Sport United (SSU) non si è concretizzato, il che ha portato la SSU a dichiarare insolvenza.
La Banca Centrale Europea (BCE) ha richiesto elevate svalutazioni da parte di alcune banche sulle esposizioni verso il Gruppo Signa. Ciò comporta un onere aggiuntivo per l'affidabilità creditizia del gruppo di società.
All'inizio di novembre 2023, i più importanti azionisti di Signa Holding hanno chiesto, in una lettera trapelata ai media, che René Benko si ritirasse dalla direzione del gruppo. Arndt Geiwitz, considerato un esperto di ristrutturazione, ha preso il suo posto.  Benko si è poi dimesso dalla carica di presidente del comitato consultivo l'8 novembre 2023. Secondo quanto riportato dai media, il saldo il bilancio dell'esercizio 2022 dovrebbe mostrare passività per 10,8 miliardi di euro. Il 7 novembre 2023, l'agenzia di rating statunitense Fitch ha considerato il gruppo nel suo insieme non trasparente. Il gruppo stesso ha recentemente stimato il valore patrimoniale degli immobili a 27 miliardi di euro.  Nel novembre 2023 si è saputo che il gruppo Signa era in debito con la Signa Development AG, una delle quattro società di investimento immobiliare del gruppo Poi il gruppo è stato declassata ad "alto rischio".

### Fallimento
Dopo i tentativi di salvataggio falliti, il 29 novembre 2023 la società ha dichiarato fallimento presso il Tribunale commerciale di Vienna sotto forma di istanza di procedure di ristrutturazione aperte con autogestione. Il gruppo cita la pressione sul settore del commercio al dettaglio come causa della insolvenza. Gli investimenti di Signa non hanno portato il successo sperato. Nel settore immobiliare i fattori esterni “hanno avuto un impatto negativo sullo sviluppo degli affari”. Nonostante i notevoli sforzi, non è stato possibile garantire la liquidità necessaria per una ristrutturazione stragiudiziale. Erhard Grossnigg è stato nominato membro aggiuntivo dei consigli di amministrazione di Signa Prime Selection e Signa Development Selection il 1º dicembre 2023. L'11 dicembre 2023 il CEO delle due società, Timo Herzberg, è stato sollevato dalle sue funzioni con effetto immediato ed è subentrato Grossnigg.

## Gli azionisti
L'azionista principale della Signa Holding è la Familie Benko Privatstiftung che detiene l'85% di tutte le azioni della società. Ernst Tanner, amministratore della Lindt & Sprüngli, ha un altro 10% delle azioni. L'ultimo 5% è di proprietà di Torsten Töller, manager di Fressnapf. L'armatore greco George Economou, il secondo più grande proprietario di navi Panamax a livello mondiale, era uscito dall'azienda nel 2015. Un anno dopo se ne andò l'allora secondo maggiore azionista, Falcon Private Bank e sempre nel 2016 un altro socio finanziario, Wendelin Wiedeking, uscì dall'azionariato Signa per mancanza di fiducia nelle cifre presentate.